# Hačava
Hačava és un poble i municipi d'Eslovàquia. Es troba a la regió de Košice, a l'est del país.

## Història
La primera referència escrita de la vila data del 1435.

## Demografia
| Godina             | 1994 | 2004   | 2014   | 2024    |
| ------------------ | ---- | ------ | ------ | ------- |
| Nombre de persones | 216  | 229    | 228    | 184     |
| Diferència         |      | +6,01% | −0,43% | −19,29% |

| Godina             | 2023 | 2024   |
| ------------------ | ---- | ------ |
| Nombre de persones | 187  | 184    |
| Diferència         |      | −1,60% |